# Mitteldeutsche Gesellschaft der Iurisprudenz
Die Mitteldeutsche Gesellschaft der Iurisprudenz (kurz MDGI) ist eine politisch neutrale Vereinigung. Die Mitgliedschaft steht jungen Juristen, Wirtschaftswissenschaftlern und Interessierten anderer Fachrichtungen offen.
Die MDGI wurde in der Lutherstadt Wittenberg am 9. Juni 2006 gegründet und verfolgt die Pflege der Rechtswissenschaft in Mitteldeutschland und der Region Berlin-Brandenburg. Der Verein organisiert die Durchführung von Veranstaltungen mit dem Ziel, Juristen der verschiedenen Berufsgruppen miteinander ins Gespräch zu bringen und einen Gedanken- und Erfahrungsaustausch über rechtliche, rechtspolitische und allgemein interessierende Fragen zu ermöglichen. Eine weitere Bestrebung des Vereins ist es, den juristischen Nachwuchs zu fördern und den Bezug zur Praxis durch Fahrten an die Orte der „gelebten“ Rechtswissenschaft zu ermöglichen.
Anlässlich der Reformationsdekade veranstaltet die MDGI eine Symposiumsreihe „Der junge Luther“. Die Auftaktveranstaltung fand unter dem Titel „Zukunftsfähigkeit Mitteldeutscher Universitäten“ in der Leucorea, Lutherstadt Wittenberg, statt.